# 페르보우랄스크

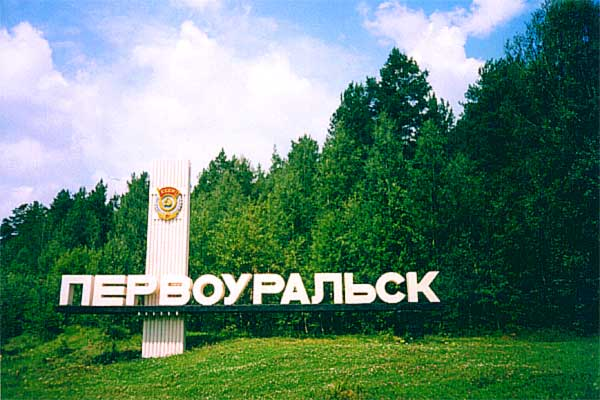

페르보우랄스크(러시아어: Первоуральск, 의미는 “우랄의 첫 번째 도시”라는 뜻)는 스베르들롭스크주의 도시이고, 추소바야 강(카마 강의 지류)이 이 도시를 통과해서 흐른다. 인구는 13만2,277명(2002년); 12만2,000명(1974년); 9만 명(1959년); 4만4,000명(1939년)이다.
1732년에 지어졌다.

## 지리
페르보우랄스크는 추소바야 강(카마 강의 지류)에 위치해 있고 예카테린부르크에서 서쪽으로 39 km, 모스크바에서 동쪽으로 1,622 km 떨어져 있다. 면적은 2063.85 km2이다.
가장 가까운 도시
- 레브다 (13 km, 남쪽)
- 데그탸르스크 (25 km, 남쪽)
- 스레드네우랄스크 (32 km, 동쪽)
- 노보우랄스크 (37 km, 북쪽)

가장 가까운 공항은 예카테린부르크의 콜초보 국제공항이며 도시에서 55km 떨어져 있다.